# Банджак, Филип
Филип Банджак (чеш. Filip Bandžak, 10 сентября 1983, Пардубице — ) — чешский оперный певец, баритон.

## Биография
Филип Банджак родился в городe Пардубице.
Oн начал свою певческую карьеру в Пражском Филармоническом Детском Хоре им. Кюна под руководством Йиржи Хвалы.
Путь солиста для Филипа Банджака начался ещё в 1993 году, когда он выступал в Германии, Чехии и Польше, исполняя главную роль в детской опере Ганса Красы «Шмель» (чеш. «Brundibár», «Брундибар»; 1938).
Свой первый успех на большой сцене снискал уже в 11-летнем возрасте в пражском Национальном tеатре. Oн исполнял роль Пажа в опере Дж. Верди «Риголетто».
Несколько лет спустя Филип дебютировал на сцене пражской Государственной Оперы в роли Марселя в опере Дж. Пуччини «Богема».
После триумфального выступления хора на международном конкурсе «Гран-При Европы в хоровом пении» в испанском городе Толоса в 1998 году он рассталя с хоровим пением.
После окончания учебы по специальностям «психология» и «музыкальная культура» в Западночешском университете в городе Пльзень Банджак изучал искусство оперы на музыкальном факультете Российской Академии Театрального Искусства (ГИТИС) в Москве(класс Розетты Немчинской). его педагогами были солист Большого театра России, народный артист РСФСР Юрий Веденеев и народная артистка РСФСР Светлана Варгузова.
Потом он возвращается в Чехию. Филип Банджак появлялся на сценах знаменитых концертных залов и театров многа городов Чешской Республики, как в пражских Национальном театре и Пражской Государственной Опере, в Пражской Филармонии — Рудольфинуме, в Либерецком театре им. Ф.К. Шальды, в Плзеньском оперном театре им. Е.К. Тыла. Затем последовали выступления в Словакии, Австрии, Италии, Польше, Греции, Венгрии, Германии, Франции, Бельгии, Испании, Голландии, Словении, Эстонии, Финляндии, России, на Украине, в Казахстане, Малайзии, Сингапуре, в Китае и Канаде. Одновременно он совершенствует свое мастерство в Вене, занимаясь со всемирно известным басом, народным артистом СССР, австрийским Каммерзенгером, Евгением Нестеренко.
Филип Банджак представлял Чешскую Республику за границей на международных фестивалях и на престижнейших международных вокальных конкурсах.
В мае 2006 года он впервые стал лауреатом Международного конкурса им. Микулаша Шнайдера-Трнавского в Словакии, а в ноябре того же года был победителем Международного конкурса им. Антонина Дворжака в Карловых Варах (Чехия).
В 2008 году Банджак начал петь на международном музыкальном фестивале «Барток+» в Венгрии.
В октябре 2008 года, Филип Банджак завоевивал звание лауреата Китайского международного вокального конкурса (CIVC) в городе Нинбо, где одновременно получал Гран-При за лучшее исполнение китайской песни на китайском языке.
В марте 2009 года в столице Греции − Афинах Филип Банджак как первый чешский вокалист был удостоен звания лауреата одного из самых престижных в мире — 35-го международного вокального конкурса им. Марии Каллас Гран-При, состоявшейся под патронатом Министерства культуры Греции и ЮНЕСКО.
В 2010 году в России Филип Банджак становился лауреатом первого международного конкурса им. Ф.И. Шаляпина - «Голоса на Плесем».
Как единственный европейский участник, он выступил на крупнейшем международном музыкальном фестивале Азии в китайском городе Харбин. В декабре 2010 года Филип Банджак впервые представил чешское вокальное творчество на международном органном фестивале «Орган+». В 2012 году он вместе с солистами Большого театра России отметил в Москве 70-летний юбилей Муслима Магомаева.
В 2013 году чешскому баритону Филипу Банджаку Европейский Союз Искусств присудил и вручил самую высокую награду в области художественной и культурной деятельности — «Золотая Европа» (Golden Europea).

## Награды
- Обладатель наивысшей награды Европейского союза искусств в области художественной и культурной деятельности — «Золотая Европа» (Golden Europea) (2013)